# Catrin Wahlen

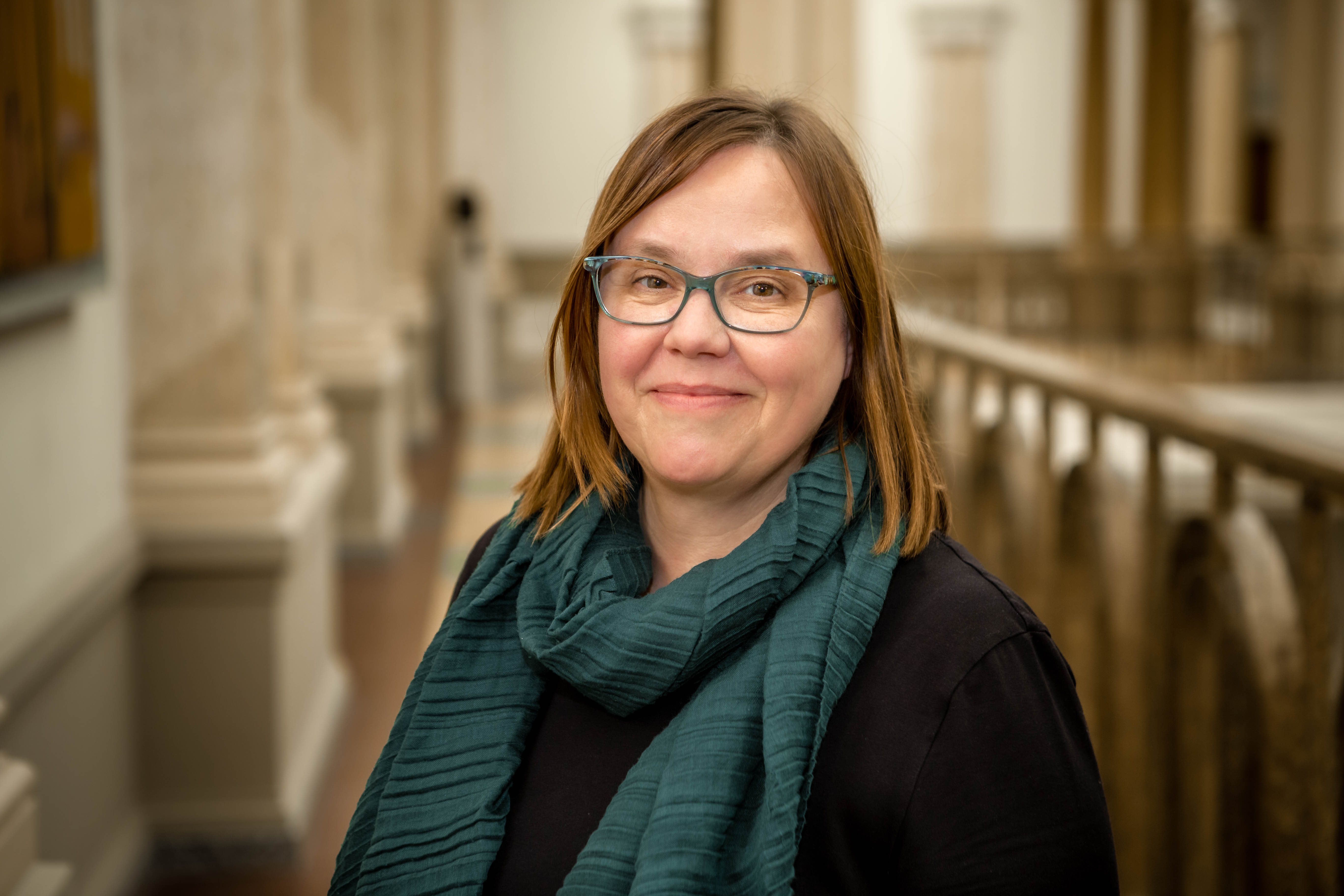
Catrin Wahlen, 2022

Catrin Wahlen (* 1972 in Winnenden) ist eine deutsche Politikerin (Bündnis 90/Die Grünen). Sie ist seit 2022 Abgeordnete im Berliner Abgeordnetenhaus. 

## Leben
Wahlen wurde in eine deutsch-finnische Familie geboren. Sie wuchs in Finnland auf und machte dort ihr 1991 Abitur. Anschließend studierte sie Humangeographie an der Universität Oulu und Eine-Welt-Studien an der Universität Helsinki, ohne jedoch einen Abschluss zu erreichen. Seit 1999 lebt sie in Berlin, seit 2004 im Bezirk Treptow-Köpenick. Später arbeitete sie unter anderem als Verkäuferin, Reinigungskraft, Sekretärin, Koordinatorin und Englischlehrerin. Zuletzt war sie Mitarbeiterin im Wahlkreisbüro von Harald Moritz.

## Politik
Wahlen war von 2016 bis 2021 Bezirksverordnete  in der Bezirksverordnetenversammlung im Bezirk Treptow-Köpenick. Sie kandidierte dann zunächst erfolglos bei der Abgeordnetenhauswahl 2021 im Wahlkreis Treptow-Köpenick 1. Am 3. Januar 2022 rückte sie über die Landesliste ihrer Partei für den ausgeschiedenen Abgeordneten Daniel Wesener in das Abgeordnetenhaus nach. Bei der Wiederholungswahl 2023 verteidigte sie ihren Sitz im Abgeordnetenhaus.
Wahlen ist Mitglied der Parlamentsgruppe überparteilichen Europa-Union Berlin (EUB), die sich für ein föderales Europa und den europäischen Einigungsprozess einsetzt.